# Bătălia de la Balaclava

Luptele campaniei din Crimeea

Bătălia de la Balaclava, a avut loc pe 25 octombrie 1854 și a fost considerată principala bătălie din timpul războiului Crimeii, conflict armat între Regatul Unit, Franța și Imperiul Otoman pe de-o parte și Imperiul Rus pe de alată parte. A fost prima dintre cele două încercări ale rușilor de spargere a încercuirii Sevastopolului.
Câmpul de luptă era o zonă deluroasă compusă din două văi separate de coame de deal movile, cu vegetație ierboasă. Forțele britanice erau împărțite între cele două văi. Valea sudică era ocupată de Brigada de cavalerie grea, iar valea nordică Brigada de cavalerie ușoară. Comanda trupelor britanice era asigurată de Contele Lucan. Erau prezente și un contingent francez și unul turc. Rușii au atacat cu mult mai mulți oameni decât aveau aliații în zonă, dar cu oameni mai puțin disciplinați, mai slab înarmați decât anglo-francezii și încadrați cu ofițeri incompetenți.
Bătălia a început cu un  atac încununat de succes al rușilor asupra pozițiilor turcilor. Astfel, rușii au intrat în valea Balaclava, locul în care se afla tabăra britanică. Portul Balaclava se afla la o depărtare mică de tabăra englezilor, fiind principalul port folosit pentru aprovizionarea trupelor. Înaintarea rușilor era gândită să izoleze baza de aprovizionare britanică și să atace pozițiile englezilor din spate.
Înaintarea rusească în valea sudică a fost respinsă de Brigada de cavalerie grea britanică, forțându-i pe ruși să se retragă la adăpostul artileriei lor, care era poziționată în mod strategic de-a lungul crestei dealului care mărginea valea. Brigada de cavalerie ușoară a primit ordinul să atace inamicul pentru a "împiedica inamicul să evacueze tunurile", un ordin prost conceput, care avea să ducă la dezastruoasa șarjă a cavaleriei ușoare. Brigada de cavalerie ușoară a fost salvată de la distrugere totală de intervențiile rezervelor britanice și franceze.
Bătălia s-a terminat fără vreun rezultat strategic important, amândouă părțile rămânând în posesia tunurilor proprii, reîntorcându-se pe pozițiile de plecare. Aliații au pierdut 350 de britanici, 250 de francezi și un număr necunoscut de turci, iar ruși au suferit pierderi de la câteva sute la 1.000 de oameni.